# Maxim Khubashvili
Maxim Khubashvili (russisch Максим Хубашвили, hebräisch מקסים ח'ובאשווילי; * 18. November 1997 in Nowosibirsk, Russland) ist ein russisch-israelischer Eishockeyspieler, der seit Beginn seiner Karriere bei den Rishon Devils in der israelischen Eishockeyliga spielt. Daneben spielt er auch in der Sommerliga „Israel Elite Hockey League“, wo er seit 2023 beim HC Netanya auf dem Eis steht.

## Karriere
Maxim Khubashvili, der in Russland geboren wurde, begann seine Karriere bei den Rishon Devils, für die er seither in der israelischen Eishockeyliga spielt. Mit dem Team aus dem Gusch Dan wurde er 2021 israelischer Meister. Sowohl 2021 als auch 2022 wurde er Topscorer und Torschützenkönig, 2021 war er zudem bester Vorbereiter. Daneben spielt er auch in der neu eingerichteten Sommerliga „Israel Elite Hockey League“ und konnte diese in der Premierensaison mit dem HC Tel Aviv gewinnen.

### International
Khubashvili, der im Juniorenbereich nicht international gespielt hat, debütierte bei der Weltmeisterschaft 2023 in der Nationalmannschaft Israels.

## Erfolge und Auszeichnungen
- 2021 Israelischer Meister mit den Rishon Devils
- 2021 Topscorer, Torschützenkönig und bester Vorbereiter der israelischen Eishockeyliga
- 2021 Gewinn der Israel Elite Hockey League mit dem HC Tel Aviv
- 2022 Topscorer und Torschützenkönig der israelischen Eishockeyliga